# Karl Reichlin
Pour les articles homonymes, voir Reichlin.
Karl Reichlin, né le 24 février 1841 à Schwytz et mort le 22 octobre 1924 dans cette même localité est une personnalité politique suisse.

## Biographie
Karl Reichlin est député au Grand Conseil du canton de Schwytz de 1974 à 1910 et de 1916 à 1920. Il est landamman de Schwytz en 1878-1880, 1882-1884, 1894-1896 et 1902-1904.